# PHYHD1
PHYHD1 (англ. Phytanoyl-CoA dioxygenase domain containing 1) – білок, який кодується однойменним геном, розташованим у людей на 9-й хромосомі. Довжина поліпептидного ланцюга білка становить 291 амінокислот, а молекулярна маса — 32 411.
| 10         |  | 20         |  | 30         |  | 40         |  | 50         |
| ---------- |  | ---------- |  | ---------- |  | ---------- |  | ---------- |
| MACLSPSQLQ |  | KFQQDGFLVL |  | EGFLSAEECV |  | AMQQRIGEIV |  | AEMDVPLHCR |
| TEFSTQEEEQ |  | LRAQGSTDYF |  | LSSGDKIRFF |  | FEKGVFDEKG |  | NFLVPPEKSI |
| NKIGHALHAH |  | DPVFKSITHS |  | FKVQTLARSL |  | GLQMPVVVQS |  | MYIFKQPHFG |
| GEVSPHQDAS |  | FLYTEPLGRV |  | LGVWIAVEDA |  | TLENGCLWFI |  | PGSHTSGVSR |
| RMVRAPVGSA |  | PGTSFLGSEP |  | ARDNSLFVPT |  | PVQRGALVLI |  | HGEVVHKSKQ |
| NLSDRSRQAY |  | TFHLMEASGT |  | TWSPENWLQP |  | TAELPFPQLY |  | T          |

A: Аланін

C: Цистеїн

D: Аспарагінова кислота

E: Глутамінова кислота

F: Фенілаланін

G: Гліцин

H: Гістидин

I: Ізолейцин

K: Лізин

L: Лейцин

M: Метіонін

N: Аспарагін

P: Пролін

Q: Глутамін

R: Аргінін

S: Серин

T: Треонін

V: Валін

W: Триптофан

Кодований геном білок за функціями належить до оксидоредуктаз, фосфопротеїнів. 
Задіяний у такому біологічному процесі, як альтернативний сплайсинг. 
Білок має сайт для зв'язування з іонами металів, іоном заліза. 